# Nước mặn

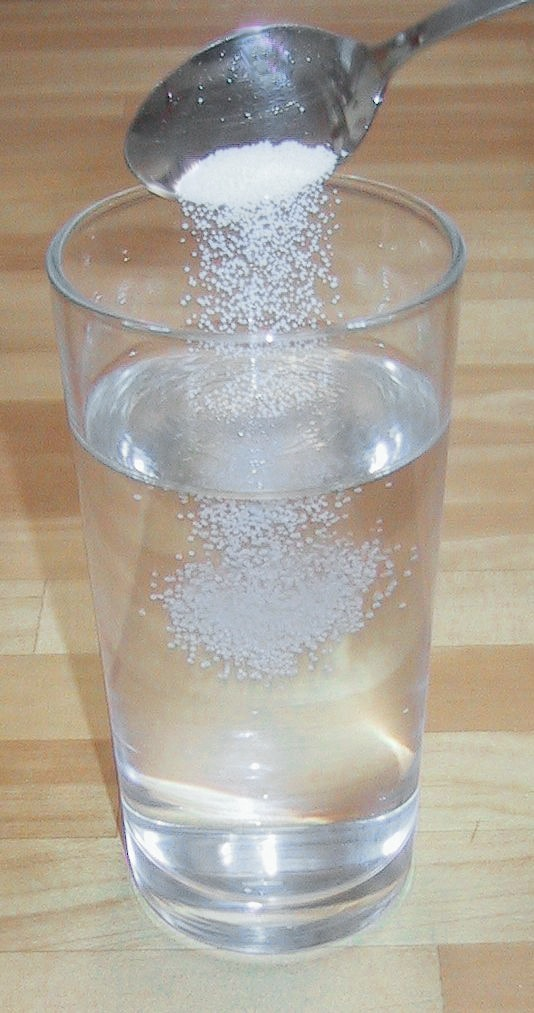
Ly nước muối

Nước mặn là thuật ngữ chung để chỉ nước chứa một hàm lượng đáng kể các muối hòa tan (chủ yếu là NaCl). Hàm lượng này thông thường được biểu diễn dưới dạng phần nghìn (ppt) hay phần triệu (ppm) hoặc phần trăm (%) hay g/l.
Khái niệm nước mặn cũng thay đổi tùy theo các quan điểm nhìn nhận. Chẳng hạn, Bách khoa Toàn thư Việt Nam coi nước mặn là tên gọi để chỉ một trong hai trường hợp:
1. Nước có chứa muối NaCl hoà tan với hàm lượng cao hơn nước lợ, thường quy ước trên 10 g/l.
2. Thuật ngữ gọi chung các loại nước chứa lượng muối NaCl cao hơn nước uống thông thường (> 1g/l).

Nghĩa thứ nhất phổ biến khi nói về các nguồn nước tự nhiên ven biển.
Các mức hàm lượng muối được Cục Khảo sát Địa chất Hoa Kỳ (USGS)  sử dụng để phân loại nước mặn thành ba thể loại. Nước hơi mặn chứa muối trong phạm vi 1.000 tới 3.000 ppm (1 tới 3 ppt). Nước mặn vừa phải chứa khoảng 3.000 tới 10.000 ppm (3 tới 10 ppt). Nước mặn nhiều chứa khoảng 10.000 tới 35.000 ppm (10 tới 35 ppt) muối.
Trên Trái Đất, nước biển trong các đại dương là nguồn nước mặn phổ biến nhất và cũng là nguồn nước lớn nhất. Độ mặn trung bình của đại dương là khoảng 35.000 ppm hay 35 ppt hoặc 3,5%, tương đương với 35 g/l. Hàm lượng nước mặn tự nhiên cao nhất có tại hồ Assal ở Djibouti với nồng độ 34,8%.

## Phân loại
| Độ mặn của nước dựa trên các muối hòa tan theo ppt (Việt Nam) |         |              |           |
| Nước ngọt                                                     | Nước lợ | Nước mặn     | Nước muối |
| < 1                                                           | 1 - 10  | >10 hoặc <30 | > 50      |

| Độ mặn của nước dựa trên các muối hòa tan theo ppt (Anh-Mỹ) |               |          |           |
| Nước ngọt                                                   | Nước lợ       | Nước mặn | Nước muối |
| < 0,5/1                                                     | 0,5/1 - 17/30 | 1-35     | > 40/50   |

## Môi trường sống
Các môi trường sống chứa nước mặn, được gọi là môi trường sống nước mặn. Các động vật có khả năng sinh sống trong môi trường nước mặn đòi hỏi phải có các cơ chế điều chỉnh đặc biệt, chẳng hạn các tuyến bài tiết muối hay gia tăng năng lực bài tiết của thận, hệ thống mạch Malpighi. Các dạng thực vật có khả năng thích nghi với môi trường sống nước mặn gọi là cây ưa mặn hay cây chịu mặn.
Bảng dưới đây liệt kê một số hàm lượng giới hạn hữu ích của nước mặn:
| Kiểu nước mặn                                                 | Hàm lượng (ppt) |
| ------------------------------------------------------------- | --- |
| Nước biển                                                     | 35 |
| Độ mặn uống được tối đa cho người                             | 3 |
| Độ mặn thích hợp cho người                                    | 0,5 tới 0,75 |
| Sinh vật trong sa mạc                                         | Nhỏ hơn 15; tối đa 25 |
| Nước tưới (đối với tưới tiêu và các điều kiện đất đai tối ưu) | - Nhỏ hơn 0,75: không có rủi ro mặn hóa - 0,75 - 1,5: giảm năng suất các cây trồng nhạy cảm mặn - 1,5 - 3,5: giảm năng suất nhiều loại các cây trồng - 3,5 - 6,5: chỉ có cây trồng chịu mặn - 6,5 - 8,0: giảm năng suất các cây trồng chịu mặn |

## Sử dụng nước mặn
Do sự khan hiếm nước ngọt trong một số khu vực của thế giới, nên nước mặn cũng được sử dụng bằng cách khử muối đối với nó. Ví dụ, tại Colorado, nước có độ muối lên tới 2.500 ppm (2,5 ppt hay 0,25%) cũng được sử dụng để tưới cho cây trồng. Một dạng nước mặn khác, được biết đến như là nước đẳng trương, được sử dụng trong y tế dưới dạng dung dịch vô trùng.
Thông thường, các dạng nước mặn vừa phải và nước mặn nhiều ít được sử dụng cho con người. Con người không thể uống các dạng nước mặn này một cách trực tiếp và nó cũng không thích hợp để tưới cho cây trồng.
Một số ngành công nghiệp có sử dụng nước mặn, chẳng hạn như  ngành khai thác mỏ hay các nhà máy nhiệt điện. 

### Tại Hoa Kỳ
Tại Hoa Kỳ, 14% các loại nước sử dụng trong năm 2000 là nước mặn. Gần như toàn bộ lượng nước mặn, trên 92%, được các nhà máy nhiệt điện sử dụng để làm mát các thiết bị của tổ hợp máy phát điện. Khoảng 3% được sử dụng trong khai mỏ và các mục đích công nghiệp khác.
Do cận kề với Đại Tây Dương và Thái Bình Dương nên các bang gần biển chiếm tỷ trọng lớn nhất trong sử dụng nước mặn. Gần 40% nước mặn được sử dụng trong năm 2000 thuộc về California, Florida, Maryland.
Việc sử dụng nước mặn, cũng như với nước ngọt, đang có xu hướng giảm kể từ đỉnh cao năm 1968. Nhưng trong giai đoạn từ 1950 tới 1968, việc sử dụng nước mặn tại quốc gia này đã tăng lên với tốc độ nhanh hơn so với sử dụng nước ngọt.